# دايموند بيسي
دايموند بيسي (بالإنجليزية: Diamond Bessie)‏ هي بائعة هوى ‏ أمريكية، ولدت في 1854 في سيراكيوز في الولايات المتحدة، وتوفيت في 21 يناير 1877.